# Буке, Кароль
Каро́ль Буке́ (фр. Carole Bouquet; род. 18 августа 1957, Нёйи-сюр-Сен, Франция) — французская актриса.

## Биография
Кароль было четыре года, когда её мать бросила семью.
В кино дебютировала в 19 лет в фильме Луиса Бунюэля «Этот смутный объект желания» (1977). Снималась в фильме бондианы «Только для ваших глаз» и в фильме с Адриано Челентано «Бинго-Бонго». В 1990 году получила премию «Сезар» за лучшую женскую роль в фильме Бертрана Блие «Слишком красива для тебя».
В 1980-х и 1990-х годах Буке была «лицом» (ведущей моделью) компании Chanel.
В 2014 году была членом жюри 67-го Каннского кинофестиваля.

## Личная жизнь
Кароль Буке была замужем за продюсером Жаном-Пьером Рассамом, от которого в 1981 году родила сына Димитрия. В 1987 году родила сына Луи от фотографа Франсиса Джакобетти. В 1991 году она вышла замуж за врача-исследователя (специалиста по СПИД) Жака Лейбовича, но разошлась с ним в 1996 году. С этого времени она связала свою жизнь с Жераром Депардьё, рассталась с ним в августе 2005 года.

## Фильмография
(Неполная фильмография)
- 1977 — Этот смутный объект желания / Cet obscur objet du désir — Кончита
- 1979 — Холодные закуски / Buffet froid
- 1981 — Только для твоих глаз / Rien que pour vos yeux — Мелина Хэвлок
- 1982 — Бинго-бонго / Bingo Bongo — Лаура
- 1983 — Мистэр / Mystère
- 1984 — Дагобер / Le Bon roi Dagobert
- 1984 — Берег левый, берег правый / Rive droite, rive gauche
- 1985 — Специальная полиция / Spécial police
- 1989 — Бункер «Палас-отель» / Bunker Palace Hôtel
- 1989 — Нью-йоркские истории / New York Stories
- 1989 — Слишком красива для тебя / Trop belle pour toi
- 1994 — Деловой роман / A Business Affair
- 1996 — Коварство славы / Grosse Fatigue
- 1997 — Красное и чёрное / Le rouge et le noir
- 1997 — Война Люси / Lucie Aubrac
- 1998 — В самое сердце / En plein cœur
- 1999 — Мост между двумя реками
- 2001 — Васаби / Wasabi — Sophie
- 2001 — Мадам Де... / Madame De… — Madame de…
- 2002 — Бланш / Blanche
- 2002 — Целуй, кого хочешь / Embrassez qui vous voudrez
- 2002 — Семейка Роуз / Bienvenue chez les Rozes
- 2004 — Красные огни / Feux rouges
- 2004 — Орфографические ошибки/ Les Fautes d’orthographe
- 2005 — Северо-восток / Hélène
- 2004 — Секс в большом городе / Sex and the City
- 2005 — Ремонт / Chantal Letellier
- 2005 — Ад / L’Enfer
- 2006 — Принцесса Аврора / Aurore
- 2006 — Идеальный друг / Un ami parfait — Анна
- 2008 — Сорванцы из Тимпельбаха / Les Enfants de Timpelbach
- 2008 — Высокие стены / Les hauts murs
- 2009 — Я разминусь с тобой / Je vais te manquer
- 2009 — Служить и защищать / Protéger & servir
- 2010 — Свободный обмен / Libre échange
- 2010 — Секрет / Le mystère
- 2011 — Неоконченный роман / Impardonnables
- 2012 — Плохая девочка / Mauvaise fille
- 2014 — Ребёнок Розмари / Rosemary’s Baby — Марго́ Кастеве́т
- 2014 — Ни минуты покоя / Une heure de tranquillité
- 2014 — Теневые советники / Les Hommes de l’ombre (телесериал) — Элизабет Маржори (2-й и 3-й сезоны)
- 2017 — Богомол / La Mante (телесериал) — Жанна Дебер
- 2024 — Модный дом[фр.] / La Maison (телесериал) — Диана Ровель (главная роль)